# Suédois en Finlande

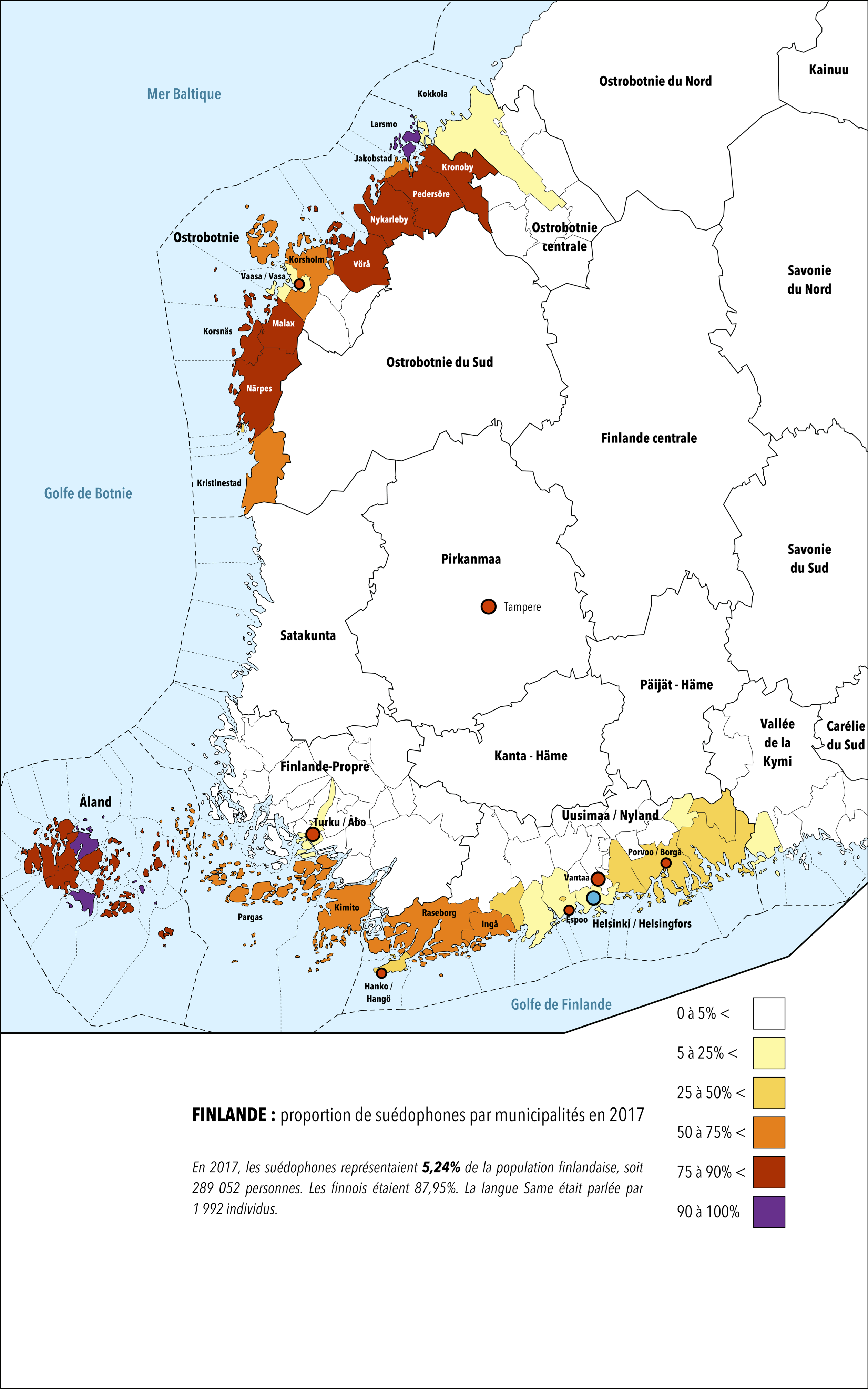
Proportion de suédophones par municipalité en 2017

Le suédois en Finlande a le statut de langue nationale (avec le finnois) et est parlé comme langue maternelle par 5,6 % de la population en Finlande continentale. Il est également la langue maternelle de 87,6 % des habitants d’Åland, dont le monolinguisme suédois est garanti par des traités internationaux et les lois finlandaises.
Les Finlandais suédophones (ou suécophones) sont des habitants de la Finlande qui parlent le suédois comme langue maternelle. Les Finlandais, nés en Finlande et enregistrés comme suédophones étaient 287 339 à la fin de 2007[réf. nécessaire]. En tout, les Finlandais enregistrés comme suédophones étaient 289 540 personnes (soit 5,6 % de la population) en 2016. En plus, environ 60 000 Finlandais suédophones habitent en Suède.
Les Finlandais suédophones (finlandssvenskar) appellent tous les Finlandais finländare (Finlandais) et les Finlandais finnophones finnar (Finnois).
Le statut du suédois comme langue nationale en Finlande est garanti par la constitution et indirectement par des traités internationaux (voir Åland). Le parti politique représentant les locuteurs suédois, le Parti populaire suédois de Finlande (SFP), a été associé à la plupart des gouvernements depuis l’indépendance de la Finlande, ce qui a contribué à renforcer la position du suédois comme langue nationale (46,6 % de la population savait parler le suédois en 2008).
Dans la terminologie gouvernementale, « l'autre langue nationale (fi) » est le terme utilisé pour désigner le suédois en tant que matière d’apprentissage pour les élèves de langue maternelle finnoise (de même, le finnois est « l’autre langue nationale » pour les élèves de langue maternelle suédoise).

Drapeau des suédophones de Finlande.

## Histoire

### Période de la domination suédoise
Une partie de la population de Suède a immigré dans le territoire de la Finlande actuelle au plus tard vers la fin du XIIe siècle ou le début du XIIIe siècle. Au Moyen Âge, la population suédoise s’est étendue aux archipels d’Åland et de Turku et dans les contrées littorales d’Ostrobotnie, d’Uusimaa, de Satakunta et de Carélie du Sud. Au XIVe siècle, l’immigration devient de plus en plus organisée et avant la fin du siècle une grande partie des contrées littorales de Finlande est déjà peuplée par les Suédois. Les immigrés venaient principalement des parties orientales de la Suède.
Dès le Moyen Âge, le suédois était la langue dominante de la société finlandaise : elle était utilisée pour rédiger les lois et la plupart des documents administratifs concernant le territoire de la Finlande actuelle, alors des départements orientaux du royaume de Suède. Le suédois était aussi la langue dominante dans les domaines de l’éducation et de la littérature. Pendant la période de la domination suédoise, quelques locuteurs d’autres langues en Finlande ont commencé à parler le suédois ; par exemple des membres du clergé ou de la noblesse allemands ou des paysans ou commerçants finlandais habitant dans les villes ou à proximité de la campagne suédophone. Souvent cela se passait parce que l’on considérait qu’en parlant le suédois on pouvait améliorer la position sociale. Sous la domination suédoise, la plupart des suédophones en Finlande étaient toutefois des paysans dans les contrées littorales et à Åland, ce qui ne différait pas de la majorité de la population finlandaise en ce qui concerne la situation sociale.
Dans les contrées littorales où habitent beaucoup de pêcheurs et de paysans suédophones (d’où provient l’expression rantaruotsalainen - un nom méprisant pour les suédophones habitant le littoral finlandais), la frontière linguistique s’est déplacée à plusieurs reprises au cours des siècles. Dans les régions entièrement finnophones, on trouve des noms de lieux d’origine suédoise (par ex. Noormarkku, en suédois Norrmark). De la même manière, dans les régions suédophones, il y a bien des noms de lieux d’origine finnoise, comme Malax (finnois : Maalahti), Terjärv (finnois : Teerijärvi) et Oravais (finnois : Oravainen).
La proportion des suédophones dans la population de Finlande a pendant les siècles passés été beaucoup plus élevée qu’actuellement. Leur proportion relative commence à diminuer lorsque l’intérieur finnophone du pays connaît une forte croissance démographique et lorsque les villes du littoral en grandissant accueillent de plus en plus des habitants finnophones.

### Période de la domination russe et la Finlande indépendante
Le suédois a encore renforcé sa position au début de la période de la domination russe, au début du XIXe siècle. Il n’est pourtant plus nécessaire d’apprendre le suédois pour améliorer sa position sociale après le milieu du siècle lorsqu’une population éduquée finnophone a émergé. À la fin du siècle, le finnois est devenu la langue officielle et la langue principale de l’administration. Grâce au mouvement fennomane et au mouvement finnois du début du XXe siècle, plusieurs familles d’origine suédophone ou qui étaient antérieurement devenues suédophones ont (re)commencé à parler le finnois.

### Conception de la suédophonie en Finlande
Vers la fin du XIXe siècle, les Finlandais suédophones commencent à vraiment souligner leur propre identité, différente de celle des finnophones. C’était une réaction contre la fondation de la littérature finlandaise basée sur la langue finnoise (mouvement Fennomane). Cette contre-réaction est appelée le mouvement Svécomane, ou la suédophilie. Les Svécomanes voulaient accentuer le fait que les suédophones en Finlande forment une nationalité suédoise à l’intérieur de la Finlande. Souvent on utilisait le terme östsvenskar, « les suédois orientaux ». Au cours du XXe siècle, la suédophonie en Finlande a été comprise comme un phénomène distinct de la suédophonie en Suède. Les suédophones de la Finlande ont commencé à utiliser la dénomination finlandsvenskar (les Finlandais suédophones) en 1912.

## Aspect législatif
La loi de relations entre les langues date du milieu du XIXe siècle. Elle régit les rapports linguistiques du citoyen avec l’État, les collectivités locales et les administrations.
Elle est modifiée régulièrement, pour la dernière fois en juin 2003. L’article 5 régit le bilinguisme des communes :
- Une commune unilingue devient bilingue si le nombre de locuteurs de la seconde langue dépasse 3 000 ou le pourcentage dépasse 8 % de la population totale.
- Une commune bilingue devient unilingue si le nombre locuteurs de la seconde langue descend sous les 3 000 et le pourcentage descend sous les 6 % de la population totale.

Ces règles permettent de déterminer la langue d’affichage de la signalisation routière bilingue.
En 2006, la Finlande compte 431 municipalités :
- 368 unilingues finnois ;
- 21 bilingues à majorité finnoise ;
- 23 bilingues à majorité suédophone ;
- 19 unilingues suédois, dont 16 sur le territoire autonome d’Åland et 3 en Ostrobotnie.

71 % des Finlandais parlent l’anglais en seconde langue (surtout les plus jeunes) et 16 % sont bilingues finnois/suédois. 600 000 Finlandais parlent allemand, ou ont des notions d’allemand et 250 000 parlent le russe. Le groupe des Lapons a entre 15 000 et 20 000 locuteurs.

## Sociologie

### Identité des Finlandais suédophones
Il y a beaucoup de discussions sur la position et le rôle de la minorité suédophone en Finlande. De manière variable, les Finlandais suédophones ont été définis comme un groupe ethnique ou comme une minorité linguistique. Les organisations politiques les plus importantes représentant des Finlandais suédophones, comme Folktinget et SFP, soutiennent un avis qui considère les « Suédois de Finlande » («suomenruotsalaiset » expression utilisée par les Finlandais finnophones) comme des Finlandais qui parlent suédois,. Une part des Finlandais suédophones possède une identité qui correspond à cet avis.
D’un autre côté, beaucoup de Finlandais suédophones qui habitent dans les contrées littorales ont un fort sentiment que les frontières du golfe de Botnie ne séparent pas les Finlandais suédophones des Suédois. Pendant des siècles, les habitations suédophones sur les régions côtières de la mer Baltique en Finlande et en Suède ont eu des relations proches. Pour ces raisons, il existe toujours également des points de vue qui voient les Finlandais suédophones plutôt comme des « Suédois orientaux». Leif Höckerstedt, linguiste et Finlandais suédophone, trouve qu’il est impossible de considérer la suédophonie en Finlande sans tenir compte du rapport avec la Suède. Selon lui, les finnophones et les suédophones en Finlande se sont engagés à des objectifs politiques communs mais ne partagent pas la même identité ethnique. Pourtant, Höckerstedt dit qu’il n’existe pas une volonté de discuter de l’ethnicité des Finlandais suédophones en public. Charlotta Hedberg, chercheuse finlandaise, propose que la surreprésentation des Finlandais suédophones dans l’immigration entre la Finlande et Suède reflète la position minoritaire de cette communauté et son lien ethnique à la Suède. Dans la discussion internationale touchant les droits des minorités, un avis a été proposé qui suggère que les Finlandais suédophones peuvent être considérés aussi bien comme une minorité ethnique que comme une nationalité.
L’autonomie culturelle et l’identité des Finlandais suédophones sont garanties, par exemple, par plusieurs écoles et établissements suédophones de la Finlande, par le diocèse suédophone de Porvoo, et par les longues traditions de la vie culturelle et de l’activité associative suédophone.

### Position des Finlandais suédophones dans la société finlandaise
Selon la constitution finlandaise, outre le finnois, la langue suédoise est une langue nationale en Finlande et ces deux groupes linguistiques sont officiellement égaux, même si les suédophones sont un groupe minoritaire. Les droits des Finlandais suédophones ont été protégés, entre autres, par la Loi sur la Langue, qui par exemple oblige les établissements de l’État et les autorités privées à servir les suédophones en suédois. Pourtant, dans les régions où le suédois est une langue minoritaire, il peut être difficile de communiquer sans la connaissance de la langue finnoise.
La fête de la suédophonie est célébrée en Finlande le 6 novembre, date du décès de Gustave II Adolphe de Suède. Svenska Finlands folkting et le Parti populaire suédois (Svenska Folkpartiet i Finland en suédois) sont une sorte de groupe de pression pour les suédophones. Le parti prédécesseur au Parti populaire suédois était le Parti suédois au XIXe siècle.

### Concept de l’élite suédophone
Le concept de l’élite svécophone est partiellement expliqué par la période du régime suédophone, partiellement par la visibilité de quelques noms de propriétaires renommés. En fait, selon les études, il n’y a pas de grande différence en moyenne dans les structures socioprofessionnelles entre les Finlandais suédophones et les autres Finlandais. D’un autre côté, les différences locales sont remarquables. Une partie plus importante des Finlandais suédophones travaille, dans l’agriculture et le transport (maritime) ; il y a moins d’ouvriers. Statistiquement, le métier le plus suédophone est celui de pêcheur,.
Proportionnellement, il y a plus d’avocats, de médecins et de chefs d’entreprise parmi les suédophones (5,46 %) que parmi les finnophones. Selon les informations publiées par un journal économique et financier finlandais, Kauppalehti, les Finlandais suédophones possèdent en moyenne 3,3 fois plus d’actions d’entreprises que les finnophones. Également, les suédophones habitant en Finlande ont en moyenne plus de fortune que les finnophones. Pourtant, selon une étude de Jan Saarela, la fortune était fortement en corrélation avec le fait suivant : est-ce que la personne était née dans la région où il habitait ou pas. Les suédophones habitaient plus souvent dans leur région natale que les finnophones.
Dans certaines régions, comme dans le grand Helsinki, les hommes suédophones gagnent même 17 % de plus que les hommes finnophones, mais la différence n’est pas aussi grande entre les groupes linguistiques chez les femmes. Deux tiers de cette différence de revenus peuvent être expliqués par les paramètres de l’arrière-plan, comme l’âge et l’éducation. Le niveau du chômage est considérablement plus bas parmi les suédophones. D’autre part, dans la région d’Ostrobotnie, les finnophones ont en moyenne des revenus plus élevés que les suédophones.
Les écoliers finlandais suédophones ont réussi dans l’étude du PISA comme les Suédois, c’est-à-dire, pas aussi bien que les Finlandais finnophones. Une raison pour ce résultat pourrait être la qualité des livres de classe en suédois en Finlande : elle est inférieure en comparaison à celle des livres en finnois à cause des frais de la publication.

## Démographie

### Évolution démographique des Finlandais suédophones
| Année | Pourcentage |
| ----- | ----------- |
| 1610  | 17,5 %      |
| 1749  | 16,3 %      |
| 1815  | 14,6 %      |
| 1880  | 14,3 %      |
| 1900  | 12,9 %      |
| 1920  | 11,0 %      |
| 1940  | 9,5 %       |
| 1960  | 7,4 %       |
| 1980  | 6,3 %       |
| 2000  | 5,6 %       |
| 2007  | 5,5 %       |
| 2009  | 5,4 %       |

On estime qu’en 1610, la Finlande comptent 70 000 suédophones, ce qui correspond environ à 17 % ou 18 % de la population du pays entier. Il n’existe pas d’estimations sur le nombre des suédophones avant cette année-là. En 1880, le pourcentage est approximativement 14,3 %. Au début des années 1970, il y a 302 000 suédophones, ce qui correspond à environ 6,5 % de la population. La proportion des Finlandais suédophones par rapport à la population finlandaise diminue depuis les années 1880 bien que leur nombre absolu ait augmenté jusqu’en 1940. Dans les années 1950 et 1960, l’émigration diminue considérablement leur  nombre. Le nombre absolu diminue lentement depuis les années 1970, de 302 000 à 289 596 suédophones. Ces dernières années, la proportion des suédophones a augmenté par rapport à celle des finnophones. Il est difficile d’estimer l’évolution future car la natalité, les migrations et le choix de la langue dans les familles bilingues ont un effet essentiel sur cette évolution. En 2010, il y avait 6,2 % de suédophones parmi ceux qui ont commencé l’école.

### Localisation géographique des Finlandais suédophones
- Les municipalités bilingues où le finnois est la langue majoritaire
- Les municipalités bilingues où le suédois est la langue majoritaire
- Les municipalités monolingues suédophones (y compris l’archipel d’Åland)

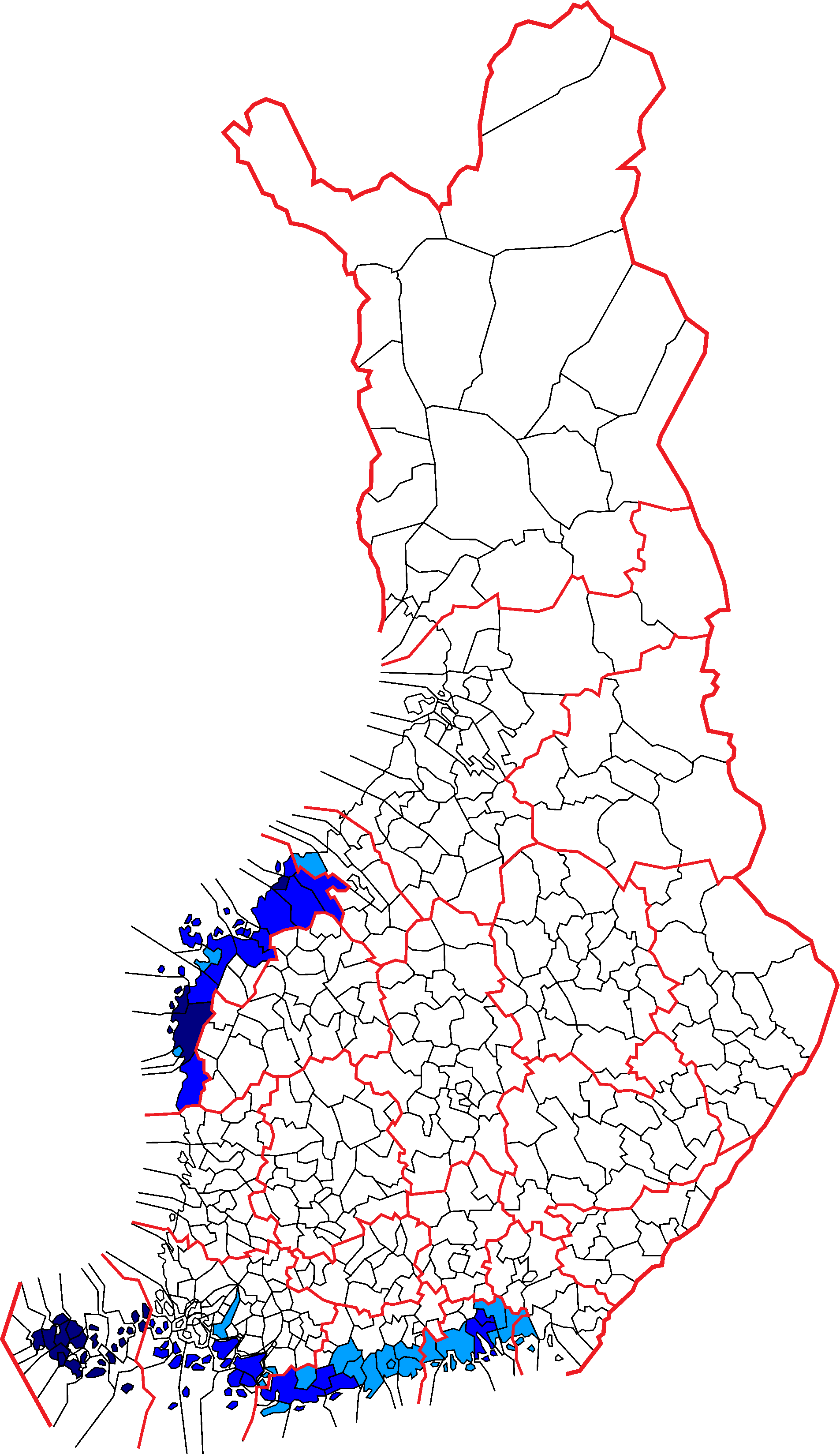
Les municipalités bilingues où le finnois est la langue majoritaire
Les municipalités bilingues où le suédois est la langue majoritaire
Les municipalités monolingues suédophones (y compris l’archipel d’Åland)
Approximativement 17000 des Finlandais suédophones habitent dans les municipalités monolingues finnophones, ainsi ils ne sont pas visibles sur cette carte. Selon la loi, la municipalité est bilingue s’il y a des finnophones et suédophones parmi les habitants et si la minorité est équivalente d’au moins huit pour cent des habitants ou d’au moins 3000 habitants.

Depuis longtemps, il y a certaines régions suédophones en Finlande comme l’archipel d’Åland, la partie sud de l’archipel de Turku et les zones assez étroites des contrées littorales de la région d’Uusimaa et d’Ostrobotnie, approximativement de Hanko jusqu’à Loviisa et de Kristinestad jusqu’à Jakobstad. Aujourd’hui, la plupart des municipalités dans ces régions, sauf l’archipel d’Åland, sont déjà bilingues. Surtout dans plusieurs villes et dans les alentours d’Helsinki, les suédophones sont devenus minoritaires à cause de la migration même dans les municipalités où ils ont constitué la majorité auparavant.
À la fin de l’année 2008, le nombre des habitants parlant suédois comme langue maternelle constitue 5,44 pour cent de la population finlandaise. Il y avait 19 municipalités monolingues suédophones, c’est-à-dire, toutes les 16 municipalités de l’archipel d’Åland (sur la base de la loi sur l’Autonomie de l’archipel d’Åland, les proportions des langues ne sont pas considérées) et les municipalités Korsnäs, Närpes et Larsmo de la Finlande continentale. Parmi ces municipalités, le nombre d’habitants est le plus important à Maarianhamina. Les municipalités monolingues suédophones en Finlande sont pourtant petites en général.
Il y a 12 municipalités bilingues où les suédophones sont une majorité. Parmi elles, c’est dans les municipalités de Raseborg, Korsholm et Jakobstad où le nombre des suédophones est le plus élevé. Il y a 18 municipalités bilingues où les finnophones sont une majorité. Parmi elles, le plus grand nombre de suédophones se trouve à Helsinki, Espoo et Porvoo.
Pourtant, les Finlandais suédophones ne sont pas un groupe qui s’est isolé seulement dans les régions côtières littorales, mais il y a des suédophones également dans les grandes villes de l’arrière-pays. Parmi les municipalités monolingues finnophones de l’arrière-pays, le nombre des suédophones est le plus grand à Tampere, selon les registres de l’état civil à la fin de l’année 2008. Au total, 1 065 habitants soit 0,51 % de la population de Tampere est suédophone. Ce nombre couvre aussi les immigrants suédophones. Proportionnellement et quantitativement, la municipalité de Kaarina a le plus de suédophones (3,6 %) parmi les municipalités monolingues finnophones.

### Nombre de suédophones dans les 30 municipalitésles plus peupléesde Finlande
Chiffres 2002 : (nom suédois entre parenthèses)
1. Helsinki (Helsingfors) (35 451)
2. Espoo (Esbo) (20 000)
3. Tampere (Tammerfors) (990)
4. Vantaa (Vanda) (5 917)
5. Turku (Åbo) (9 040)
6. Oulu (Uleåborg) (261)
7. Lahti (Lahtis) (275)
8. Kuopio (93)
9. Jyväskylä (188)
10. Pori (Björneborg) (359)
11. Lappeenranta (Villmanstrand) (108)
12. Rovaniemi (61)
13. Joensuu (46)
14. Vaasa (Vasa) (14 344)
15. Kotka (587)
16. Hämeenlinna (Tavastehus) (128)
17. Porvoo (Borgå) (15 309)
18. Mikkeli (S:t Michel) (69)
19. Hyvinkää (Hyvinge) (290)
20. Nurmijärvi (411)
21. Järvenpää (Träskända) (309)
22. Lohja (Lojo) (1 528)
23. Seinäjoki (62)
24. Rauma (Raumo) (148)
25. Kokkola (Karleby) (6 440)
26. Kajaani (Kajana) (36)
27. Tuusula (Tusby) (592)
28. Jyväskylän mlk (Jyväskylä landskommun) (55)
29. Kirkkonummi (Kyrkslätt) (6 265)
30. Kerava (Kervo) (375)

### Classement des 30 municipalités finlandaises comptant le plus de suédophones
1. Helsinki (35 451)
2. Espoo (20 000)
3. Porvoo (15 309)
4. Vaasa (14 344)
5. Korsholm (12 192)
6. Ekenäs (11 962)
7. Jakobstad (10 818)
8. Pedersöre (9 376)
9. Turku (9 040)
10. Närpes (8 884)
11. Sipoo (7 413)
12. Nykarleby (6 682)
13. Pargas (6 538)
14. Kokkola (6 440)
15. Kirkkonummi (6 265)
16. Vantaa (5 917)
17. Kronoby (5 822)
18. Karis (5 367)
19. Malax (4 977)
20. Kristinestad (4 542)
21. Hanko (4 437)
22. Larsmo (3 882)
23. Kauniainen (3 335)
24. Ingå (3 138)
25. Vörå (3 019)
26. Loviisa (2 944)
27. Dragsfjärd (2 614)
28. Pernå (2 409)
29. Korsnäs (2 150)
30. Kimito (2 142)

Ce classement exclut les municipalités du territoire autonome d’Åland pour lesquelles le suédois est l’unique langue officielle. Cependant, elles comptent toutes moins de 2 000 habitants suédophones à l’exception des trois suivantes :
- Mariehamn (9 673),
- Jomala (3 233),
- Finström (2 226).

## Culture

### Folklore et tradition
Jusqu’au XXe siècle, ce qu’on appelait la civilisation développée, qui était plutôt favorisée par la haute société et le beau monde suédophone, était vraiment différente de la culture des masses. Le folklore des paysans suédophones n’était pas vraiment différent de la culture des paysans finnophones de l’ouest. Les suédophones avaient par exemple adopté une pierre angulaire du folklore finnophone : la culture finlandaise du sauna. Il y avait quand même aussi des différences et il y en a encore quelques-unes. Par exemple, dans plupart des régions finnophones, les finnophones font brûler des feux de la Saint Jean, mais dans quelques régions suédophones on érige un arbre de mai : majstång.
Par exemple dans la musique folklorique, la mythologie, les proverbes, les contes et les anecdotes, il y avait des différences entre les groupes linguistiques. Les suédophones ont souvent adopté de nouvelles traditions internationales plus vite, tandis que les traditions des finnophones sont restées plus primitives. Les croyances populaires et la mythologie des Finlandais suédophones avaient beaucoup de thèmes identiques à celles des finnophones de l’ouest. Souvent, ces similarités existaient parmi les thèmes les plus récents. Quelques êtres imaginaires étaient connus par le même nom, comme le Nixe, tonttu-talonhaltija et Para-apuolento (une créature bienveillante de la mythologie carélienne résidant dans les fermes). Ces êtres avaient des caractéristiques non seulement de la fée finlandaise fondée peut-être déjà sur la vision du monde chamanique de la culture basée sur la chasse et la pêche) mais aussi des êtres imaginaires scandinaves.
Parmi la populace de la Finlande, il y a quelques traditions qui sont considérées être apparues en premier lieu parmi les suédophones :
- Les conceptions, qui viennent de l’Europe centrale, des sorciers comme les valets du diable de la religion chrétienne et comme les ennemis des hommes honnêtes, y inclus les croyances des sorcières de Pâques et de la chasse aux sorcières. Ces traditions se sont répandues avant tout à partir des régions suédophones vers les autres régions de la Finlande de l’ouest.
- Courir le guilledou, organisé par de groupes des jeunes, fait partie de la culture villageoise de l’Europe centrale. Selon Matti Sarmela, courir le guilledou s’est répandu de la Suède au XVIIIe siècle aux régions suédophones de la Finlande et de là-bas à quelques régions finnophones. Dans le reste de la Finlande, les jeunes sont allés seuls à courir le guilledou. En général, la culture villageoise de l’Europe centrale a influencé les régions suédophones plus que les régions finnophones.
- La musique (à danser) pelimanni, avec les nouveaux instruments et nouveaux genres de chansons, a d’abord été adoptée parmi les suédophones, alors que les finnophones ont accompagné la musique plus longtemps avec le kantélé.
- Quelques danses folkloriques plus récentes, que l’on a accompagnées avec la musique pelimanni, et quelques traditions liées aux danses folkloriques.

La populace suédophone ne connaît pas le vers kalevaléen (l’octosyllabe trochaïque), mais elle connaît quelques contes, qui faisaient aussi partie de la mythologie kalevaléenne finlandaise (de la mer Baltique). Ceux-ci étaient surtout les ballades médiévales, comme le cantique d’Inkeri (en finnois Inkerin virsi), et plusieurs légendes chrétiennes. Dans plusieurs cas, les mêmes sujets étaient largement connus aussi dans certaines régions de l’Europe. Il y a aussi plusieurs thèmes similaires dans la mythologie kalévaléenne et dans l’ancienne mythologie scandinave. Les suédophones étaient pour la plupart déjà des chrétiens quand la langue suédoise est venue en Finlande, tandis que la religion et la mythologie des finnophones ont plus longtemps été un mélange de coutumes chrétiennes et païennes.

### Littérature
Avant la période d’Aleksis Kivi, à peu près toute la littérature rédigée en Finlande était en suédois ou en latin. Plusieurs écrivains suédophones ont été importants à l’époque du nationalisme, par exemple le poète national de la Finlande, Johan Ludvig Runeberg, était suédophone. La littérature des Finlandais suédophones a également toujours été signifiante du point de vue du développement de la littérature suédoise en général, avant tout les Finlandais suédophones qui sont des écrivains et des poètes modernistes du début du XXe siècle, comme Edith Södergran, Hagar Olsson, Rabbe Enckell et Elmer Diktonius, ont été beaucoup appréciés. Un romancier Finlandais suédophone connu au XXe siècle était un ålandais, Valdemar Nyman, dont les romans historiques ressemblent aux œuvres plus sérieuses de Mika Waltari. Un officier communication et un ami et collègue d’Olavi Paavolainen, Gunnar Johansson, qui est tombé pendant la Guerre de continuation, s’est distingué par son ouvrage Vi ville inte dö (en français : Nous n’avons pas voulu mourir), qui décrit la Guerre d’hiver. Parmi les écrivains et intellectuels remarquables qui se sont déplacés en Suède, on peut citer entre autres Willy Kyrklund (entre autres écrivain du roman Solange), Yrsa Stenius et Harry Järv. Metteur en scène et producteur de cinéma a succès, Jörn Donner, qui a produit une assez grande partie de son œuvre en Suède, est aussi un écrivain : ses ouvrages de prose se concentrent à décrire le milieu finlandais suédophone helsinkien de la haute société. Le plus connu des écrivains Finlandais suédophones classés comme membre de droite est le vétéran Benedict Zilliacus. Par contre Christer Kihlman s’est concentré sur le réalisme de l’alcool et du sexe qui fait penser au style d’un autre écrivain : Hannu Salama. Christer Khilman a choqué par exemple avec ses descriptions de l’homosexualité (avant tout ses ouvrages Alla mina söner, en français Tous mes fils, et Människan som skalv, en français L’homme qui subissait). Le roman romantique de Gunnar Mattsson, Prinsessan, en français Princesse, est devenu un best-seller international à l’époque. Récemment, Oscar Parland, Lars Sund, Nalle Valtiala, Pirkko Lindberg, Kjell Westö, un essayiste ålandais Johannes Salminen, et la seule personne qui ait reçu deux prix Finlandia, Bo Carpelan, ont écrit des ouvrages remarquables. Les plus remarquables des auteurs de livres pour les enfants et pour les jeunes sont Tove Jansson et Irmelin Sandman Lilius, et les plus remarquables des poètes modernes sont Gösta Ågren, Lars Huldén, Wava Stürmer et Eva-Stina Byggmästar.

### Musique populaire
Parmi des musiciens de pop finlandais suédophones connus sont par exemple Dave « Isokynä » Lindholm, Nasty Suicide (Hanoi Rocks), Christer Hugo « Cisse » Häkkinen (Hurriganes), Riki Sorsa, Redrama et le groupe Sturm und Drang. Les groupes finlandais suédophones qui chantent en suédois ont rarement trouvé un public finnophone. Au début de l’histoire du rock finlandais, cela veut dire au début des années 1960, la plupart de musiciens rock étaient suédophones, surtout à Helsinki. Plusieurs musiciens finlandais suédophones ont joué entre autres dans les groupes précoces qui ont du succès comme Blues Section et Wigwam.
Le groupe Paul Oxley’s Unit a joué au début des années 1980. Il était composé des musiciens britanniques et finlandais suédophones de Ekenäs. Le groupe a chanté en anglais. Le groupe Good Evening Manchester, qui venait de l’archipel d’Åland a fait pareil dans les années 1980. Dans les années 1980, le groupe Dreadline a transformé Jakobstad en capitale finlandaise du reggae Place et forme adjectivale). Le groupe a fait des tournées en Finlande et en Europe. Le rock Finlandais suédophone en suédois est parodie, typiquement représentée par des artistes comme Victor Hurmio en dialecte provincial. (structure) Plus signifiant que le rock est probablement le country, qui a été implanté en Ostrobotnie suédophone par les influences de l’immigration en Amérique et l’émigration de l’Amérique, et svensktoppen, qui est né à cause de l’influence de la musique pop de suédois de Suède, comme Abba. L’artiste finlandais, qui a eu le plus du succès en Suède dans les années 1990 et 2000 est probablement Hans Martin, qui vient de Vaasa. Avec son groupe Tommys et comme artiste solo, il a vendu plus de cent milliers de disques en Suède.
Parmi les personnes qui ont eu du succès en Suède dans les années 2000, il y a par exemple Johan Becker, qui vient de Närpes. En 2004, il a gagné la compétition Fame Factory (comme Star Academy en France) à la télévision suédoise. Becker et plusieurs autres musiciens qui sont Finlandais suédophones et viennent de l’Ostrobotnie ont, dans les années 2000, écrit des chansons pour les artistes suédois de Suède. Le gospel et la tradition musicale religieuse anglo-américaine ont aussi influencé fortement la musique légère finlandaise suédophone : il existe plusieurs églises libres de l’origine anglo-saxonne en Ostrobotnie, et la musique et le chant ont un rôle important dans leur tradition.

### Sport
Les athlètes finlandais suédophones connus sont entre autres les hockeyeurs Niklas Bäckström, Sean Bergenheim, Christian Ruuttu, Fredrik Norrena et Toni Söderholm, le pilote de rallye Marcus Grönholm, la lanceuse de javelot Mikaela Ingberg, le footballeur Mikael Forssell et le marathonien Janne Holmén.

### Médias
Les suédophones de Finlande bénéficient de plusieurs quotidiens d'information imprimés en suédois ; le plus lu est le Hufvudstadsbladet, édité à Helsinki. La société publique de radio-télévision Yle, également connue par les suédophones sous le nom de Rundradion, propose quant à elle deux stations de radio en suédois (Radio Vega de format généraliste, et X3M destinée à un public jeune) ainsi que la chaîne de télévision Yle Fem.